# Sequestration

De grafiek toont het blijvend uiteenlopen van de Amerikaanse staatsinkomsten en -uitgaven als percentage van het BNP

Sequestration is de methode van automatische begrotingskortingen, zoals die bij wet is geregeld in de Verenigde Staten. Het is een grove methode van bezuinigen, die eigenlijk niet bedoeld is om te worden uitgevoerd, maar juist zou moeten dienen als aanmoediging voor de regering om te komen met wél afgewogen maatregelen om de stijging van het tekort op de begroting en van de staatsschuld tegen te gaan. Oorspronkelijk kon het woord vertaald worden als "apart zetten" of "in beslag nemen", maar nu heeft het eerder de betekenis van "wegnemen".

## Opzet
Sequestration had in de Verenigde Staten oorspronkelijk een andere betekenis. Het was een juridische bepaling, die betrekking had op het door een rechtbank in bewaring doen nemen ("in beslag nemen") van waardevolle goederen, om te voorkomen dat die verdwijnen of anderszins misbruikt worden voordat een geschil over de eigendom kan worden opgelost. De toepassing in relatie tot automatische begrotingskortingen kwam voor het eerst naar voren in de Balanced Budget and Emergency Deficit Control Act van 1985. Sequestration werd in 2011 bij wet vastgelegd in de Budget Control Act (BCA), die was bedoeld als stimulans voor het Joint Select Committee on Deficit Reduction (ook bekend als het “Supercommittee”), dat het Congres had ingesteld om met aanvullende bezuinigingen te komen ten bedrage van ten minste $ 1,5 biljoen over een periode van tien jaar. Als dat voor het eind van 2012 zou zijn gelukt, dan zou de sequestration zijn afgewend.
De voorgenomen bezuinigingen zijn gelijk verdeeld tussen de uitgaven voor Defensie en alle overige programma's. Slechts een klein deel van de begroting is uitgezonderd van de standaard automatische kortingen, zoals de uitgaven voor werkloosheidsuitkeringen en Medicare, die niet of in beperktere mate worden aangetast.
De korting in 2013 beloopt $ 85 miljard. Hogere kortingen zullen volgen in de jaren 2014 tot 2021, waarschijnlijk $ 109 miljard jaarlijks, gelijk verdeeld over Defensie en alle overige programma's.

## Toepassing in 2013
In combinatie met de afloop van de nog door president George W. Bush genomen belastingverlagingen zou dit begin 2013 hebben geleid tot een bestedingsbeperking van de Amerikaanse overheid, waarvan gevreesd werd dat die zou leiden tot een nieuwe recessie in de Verenigde Staten. De combinatie van het beleidsmaatregelen werd ook wel aangeduid als de fiscal cliff, oftewel de begrotingsafgrond.
Als onderdeel van een compromis tussen president Barack Obama en de Senaat werd de toepassing van de automatische begrotingskorting uitgesteld tot 1 maart 2013 in de veronderstelling dat in de tussentijd een oplossing zou kunnen worden gevonden. Dat is niet gelukt, waardoor de sequestration alsnog per 1 maart 2013 tot toepassing is gekomen.
De $85 miljard korting in 2013 wordt als volgt verdeeld:
- $42,7 miljard op Defensie (een korting van 7,9%)
- $28,7 miljard op overige programma's (een korting van 5,3%)
- $9,9 miljard op Medicare (de korting is maximaal 2% per jaar)
- $4 miljard overige kortingen (5,8% op een aantal niet-defensie-uitgaven en 7,8% op een aantal defensie-uitgaven)

## Gevolgen
De gevolgen van sequestration zijn ernstig. Nog tijdens het lopende jaar moet fors bezuinigd worden, waarbij een rol speelt dat meestal al voor een belangrijk deel van de begroting verplichtingen zijn aangegaan. Op korte termijn is daarom de "vrije" ruimte gering, waardoor relatief zware ingrepen noodzakelijk zijn.
Het budget van Defensie wordt naar verhouding het zwaarst getroffen. Behalve directe maatregelen zoals het tegenhouden van het geplande vertrek van de USS Harry S. Truman kunnen naar verwachting dit jaar ook ruim honderdduizend burger-defensiemedewerkers hun baan verliezen. 
Bij alle overheidsdiensten zal ook het middel van furlough (van het Nederlandse verlof) worden toegepast. Furlough is evenwel niet gewoon verlof, maar onbetaald verlof, waardoor direct capaciteitsproblemen zullen ontstaan, die zich waarschijnlijk gaan vertalen in langere rijen op de vliegvelden en langere wachttijden bij overheidsdiensten in het algemeen, maar ook zullen leiden tot beperking of zelfs sluiting van de toegang tot de Nationale Parken. 